# Россия и Совет Европы

Флаг Совета Европы

Российская Федерация была членом Совета Европы с 28 февраля 1996 года и до исключения 16 марта 2022 года. 30 марта 1998 года она ратифицировала Европейскую конвенцию о защите прав человека и основных свобод. Тем самым Россия подтвердила свою приверженность идеалам и принципам гуманизма и демократии, а также готовность скорректировать целый ряд законодательных актов, противоречащих положениям Конвенции.
С момента присоединения к СЕ Россия подвергалась критике со стороны стран-участниц за ущемления прав человека, войну в Чечне, сворачивание демократических свобод и притеснение СМИ. Вторая чеченская война могла привести к исключению России из СЕ, однако санкции ограничились лишь лишением слова её делегации в Парламентской ассамблее Совета Европы (ПАСЕ) в 2000 году.
ПАСЕ настаивал на скорейшей отмене Россией смертной казни, указывая, что это единственный член этой организации, который не выполнил это обязательство. 16 мая 1996 года президент России Борис Ельцин подписал указ об отмене смертной казни. Был установлен фактический мораторий на смертную казнь, но в Уголовном кодексе этот вид наказания до сих пор сохраняется, хотя с 1996 года не было вынесено ни одного приговора о смертной казни.
Россия входила в число пяти крупнейших спонсоров организации.
Россия ратифицировала 60 конвенций СЕ по различным вопросам (права человека, правовое сотрудничество, борьба с терроризмом и преступностью, культурные, социальные проблемы).
Российские граждане активно пользовались возможностью обращаться с жалобами в Европейский суд по правам человека (ЕСПЧ). В рамках исполнения предписываемых Судом так называемых «мер общего характера» в российское законодательство и административную практику вносятся существенные изменения. Так, под влиянием ЕСПЧ заметные перемены произошли в российской уголовно-исполнительной системе, идёт работа по реформированию некоторых аспектов судопроизводства, исполнения решений судов. Совет Европы оказывает содействие России в рамках «программ сотрудничества», частично финансируемых Европейским союзом.
При штаб-квартире СЕ в Страсбурге действовало постоянное представительство Российской Федерации во главе с постоянным представителем Иваном Солтановским. Последний российский судья в ЕСПЧ — Михаил Лобов. Интересы российских властей при рассмотрении Судом дел представлял Уполномоченный РФ при ЕСПЧ Георгий Матюшкин.
В 2014 году российская делегация в ПАСЕ была лишена основных полномочий в связи с событиями на Украине и аннексией Крыма Россией. В дальнейшем российским делегатам запретили занимать руководящие должности в ПАСЕ и участвовать в её мониторинговых миссиях. В ответ на эти решения Россия отозвала свою делегацию и с лета 2017 года отказалась платить взносы в бюджет Совета Европы. В конце 2018 года Россия выдвинула условие, что делегация вернётся лишь после того, как в регламент ПАСЕ будет внесена поправка, запрещающая лишать национальные делегации права голоса во время сессий. Это условие не было выполнено, и Россия в течение трёх лет не участвовала в сессиях ПАСЕ и в течение двух лет не перечисляла взносы в бюджет Совета Европы. В 2019 году регламентный комитет ПАСЕ принял резолюцию о предоставлении России полномочий для участия в июньской сессии.
25 февраля 2022 года Совет Европы приостановил членство РФ в организации из-за вторжения России на Украину. 15 марта Россия объявила о начале процесса выхода из организации. 16 марта Комитет министров Совета Европы принял решение о немедленном исключении России за вооруженную агрессию против Украины.

## Советский период
В период холодной войны Совет Европы фактически объединял все европейские страны, не входившие в социалистический блок, кроме средиземноморских авторитарных режимов Испании, Португалии и Греции (до их крушения). Решения СЕ и, главным образом, его Парламентской ассамблеи (ПАСЕ) в эти годы выражали позицию западноевропейского сообщества на те или иные проблемы и события, связанные с СССР. Так, регулярно на повестке дня ПАСЕ находились вопросы, касающиеся нарушений прав человека в СССР, особенно свободы слова и вероисповедания, положения советских евреев и немцев, прибалтийских народов, а также преследования правозащитников.
ПАСЕ принимала резолюции по ряду событий, имевших значительный международный резонанс, — венгерские события 1956 года, ввод войск Варшавского договора в Чехословакию в 1968 г., ввод советских войск в Афганистан, катастрофа на Чернобыльской АЭС. Кроме того, ПАСЕ периодически принимала документы общеполитического характера по отношениям между Западом и Востоком.
Отношения между СЕ и СССР стали постепенно улучшаться в период перестройки. В 1989 году штаб-квартиру СЕ в Страсбурге посетил Михаил Горбачёв. В своём выступлении перед ПАСЕ он провозгласил лозунг «Европа — наш общий дом», что стало первым шагом на пути вступления России в СЕ.
В 1990—1991 гг. СССР присоединился к ряду конвенций СЕ. Документы ПАСЕ этого периода концентрируются на экономических реформах в СССР и других восточноевропейских странах. Постепенно формируется благожелательная атмосфера, принёсшая в итоге вступление в СЕ стран бывшего соцлагеря (1992—1993), а затем и бывших советских республик.

## Путь России к вступлению в СЕ
14 января 1992 года Верховному Совету России был предоставлен статус особого гостя в ПАСЕ. 7 мая того же года Россия подала заявку на вступление в СЕ.

## 1996 год
Россия вступила в Совет Европы 28 февраля 1996 года. Это был период подготовки к президентским выборам, и вступление в СЕ рассматривалось руководством страны как международное признание правильности проводимого курса. При вступлении Парламентская ассамблея СЕ сформулировала перед Россией ряд обязательств. Главным образом они касались ратификации европейских конвенций, приведения законодательства в соответствие с европейскими стандартами и политических взаимоотношений с соседними странами.
Россия при вступлении в СЕ обязалась:
- ратифицировать Европейскую конвенцию по правам человека и основные протоколы к ней (выполнено);
- ратифицировать Протокол № 6 об отмене смертной казни в мирное время (не выполнено);
- ратифицировать Европейскую конвенцию о предупреждении пыток, Рамочную конвенцию о защите национальных меньшинств, Европейскую хартию местного самоуправления (выполнено), Европейскую хартию региональных языков и языков меньшинств (только подписана), изучить вопрос о ратификации Европейской социальной хартии (выполнено);
- ратифицировать конвенции о выдаче, взаимной правовой помощи по уголовным делам, об отмывании преступных доходов, о передаче осуждённых (выполнено);
- ратифицировать Генеральное соглашение о привилегиях и иммунитетах СЕ (выполнено);
- разрешать международные споры исключительно мирными средствами;
- урегулировать остающиеся нерешёнными вопросы границ на основе международного права (сохраняется проблема с пограничным договором с Эстонией);
- вывести войска из Молдавии (российские власти считают, что полное выполнение этого обязательства будет зависеть от хода переговоров по Приднестровью, сейчас там остался незначительный контингент — несколько сотен человек);
- выполнить обязательства по Договору об обычных вооружённых силах в Европе (ДОВСЕ);
- отказаться от выделения среди зарубежных стран зоны особого влияния под названием «Ближнее зарубежье»;
- урегулировать проблему возврата культурных ценностей в другие европейские страны;
- без промедления вернуть собственность религиозных организаций;
- быстро разрешить все проблемы, связанные с собственностью других государств, в особенности с иностранными архивами, вывезенными в СССР в 1945 г.;
- снять ограничения на зарубежные поездки лиц, обладающих государственными секретами;
- обеспечить, чтобы применение Конвенции СНГ о правах человека не влияло на применение Европейской конвенции о правах человека (на 2010 год Конвенция СНГ вступила в силу, но комиссия, которая должна обеспечивать её выполнение, не действует);
- привести законодательство о ФСБ в соответствие с европейскими стандартами и, в частности, лишить ФСБ права иметь собственные следственные изоляторы (последний пункт выполнен);
- принять закон об альтернативной гражданской службе (принят);
- снизить и по возможности искоренить дедовщину в Вооружённых силах;
- продолжать правовую реформу с целью приведения законодательства в соответствие с европейскими стандартами;
- сотрудничать с другими странами в деле предотвращения или снижения вреда от экологических и технологических бедствий;
- полноценно сотрудничать с СЕ в деле мониторинга выполнения этих обязательств;
- строго соблюдать положения международного гуманитарного права, в том числе применительно к вооружённым конфликтам на своей территории;
- добросовестно сотрудничать с международными гуманитарными организациями и предоставить им возможность работать на территории России.

На церемонии вступления Россию представлял министр иностранных дел Евгений Примаков. В тот же день он сдал на хранение грамоту о ратификации Устава Совета Европы и поставил свою подпись под основополагающими конвенциями, включая ЕКПЧ.

## 1997 год
Конгресс местных и региональных властей Европы в июне принял рекомендацию о положении местного самоуправления и федерализма в России.
В октябре 1997 г. президент России Борис Ельцин принял участие во Втором саммите СЕ. В своём выступлении он, в частности, сказал:

Мы готовы к строительству новой, Большой Европы без разделительных линий, Европы, где ни одно государство не будет навязывать другим свою волю, Европы, где большие и малые страны являются равноправными партнёрами, объединёнными общими демократическими принципами.
Эта Большая Европа может сегодня стать мощным сообществом государств, несравнимым по своему потенциалу ни с одним другим регионом мира и способным обеспечить собственную безопасность. Она будет основываться на многообразии культурного, национального, исторического наследия всех европейских народов. Дорога к Большой Европе будет долгой и непростой. Но идти по ней — в интересах всех европейцев. Россия также вносит вклад в это общее дело.

В то же время Ельцин упомянул о силах, стремящихся «изолировать Россию от Европы», о «применении двойных стандартов», об ущемлении прав российских соотечественников в Прибалтике: «Я говорю об этих проблемах с трибуны Совета Европы, потому что эта организация быстрее других избавляется от подходов холодной войны».

## 1998 год
5 мая 1998 г. сдана грамота о ратификации Россией ЕКПЧ и ряда протоколов к ней. В тот же день Конвенция вступила в силу для России.

## 1999 год

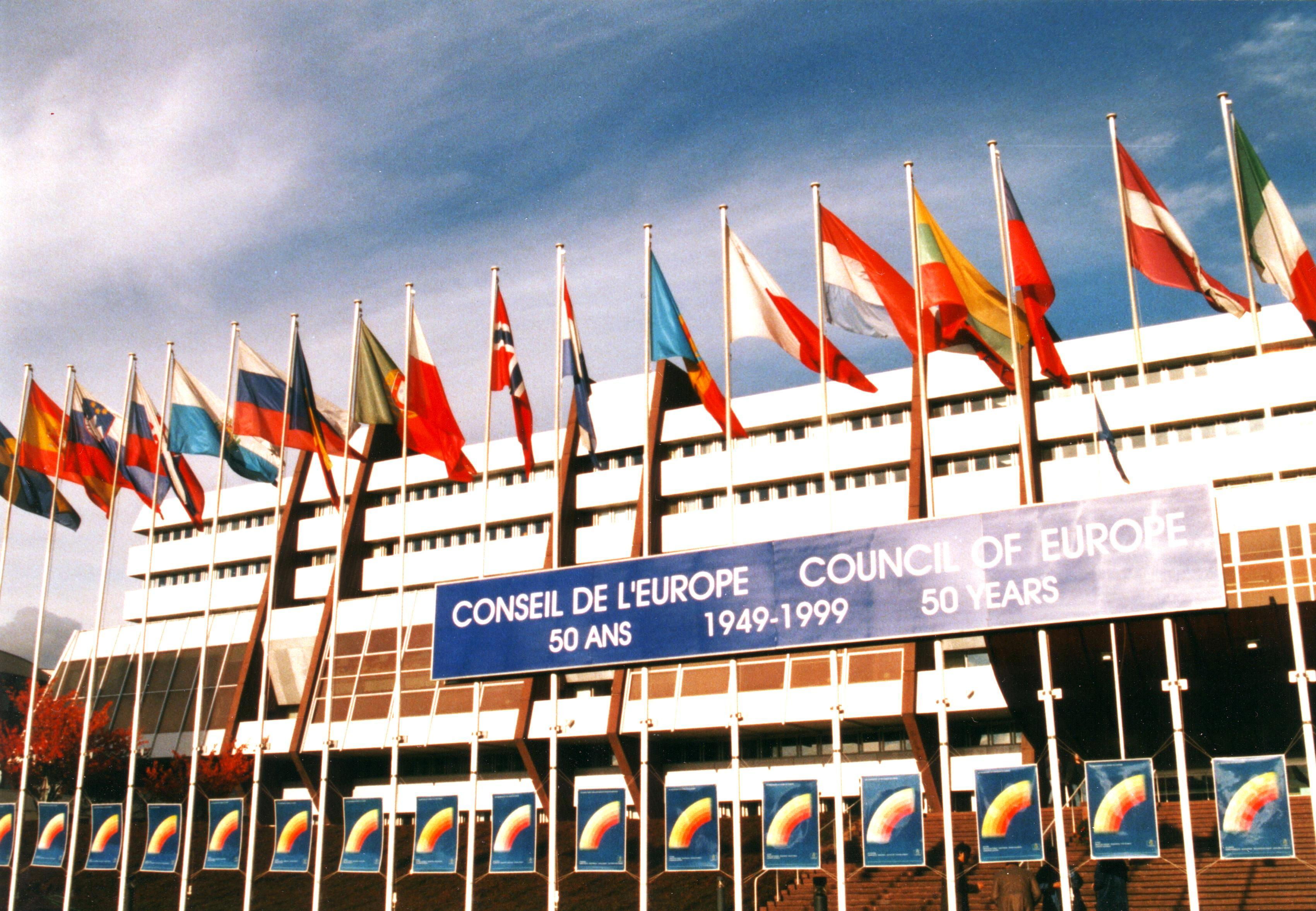
Штаб-квартира Совета Европы в Страсбурге

4 ноября ПАСЕ приняла резолюцию о конфликте в Чечне.
Европейская комиссия по борьбе с расизмом и нетерпимостью приняла первый периодический доклад по России.
В декабре 1999 г. Россия сдала грамоты о ратификации основных конвенций СЕ в области уголовного права — о выдаче и о взаимной правовой помощи.

## 2000 год
В январе и апреле ПАСЕ приняла две рекомендации по конфликту в Чечне. Ассамблея в январе также не подтвердила полномочия российской делегации.

## 2001 год
В январе были полностью восстановлены полномочия российской делегации в ПАСЕ.
В марте Комиссар СЕ по правам человека совершил визит в Россию, в частности, в Чечню, о котором представил доклад.
В июле Европейский комитет по предотвращению пыток сделал публичное заявление согласно статье 10 ЕКПП (третье в своей истории) по Чечне.
Европейская комиссия по борьбе с расизмом и нетерпимостью приняла второй периодический доклад по России.

## 2002 год
Вынесены первые решения ЕСПЧ по жалобам против России — по делам Бурдова и Калашникова.
В мае Комиссар СЕ по правам человека представил свои рекомендации в связи с т. н. «зачистками» в Чечне.
Консультативный комитет по выполнению РКЗНМ сформулировал своё мнение по первому периодическому докладу России.

### Доклад ПАСЕ о выполнении Россией своих обязательств
В апреле Парламентской ассамблеей СЕ принят очередной доклад по выполнению Россией своих обязательств, принятых при вступлении в СЕ.
В докладе отмечен достигнутый прогресс в следующих областях:
- ратификация ряда конвенций СЕ
- реформа правовой системы
- передача пенитенциарных учреждений в ведение Минюста
- принятие закона об Уполномоченном по правам человека в России.

Вместе с тем выявлены следующие проблемы:
- продолжающееся насилие в Чечне
- призыв Госдумы о восстановлении смертной казни
- отсутствие ратификации Европейской хартии региональных языков и языков меньшинств
- недостаточно активная реализация правовой реформы
- необходимость реформирования прокуратуры
- отсутствие прогресса в вопросе борьбы с дедовщиной в армии
- отсутствие закона об альтернативной гражданской службе
- сохранение за ФСБ следственных полномочий
- недостаточные успехи в улучшении условий содержания заключённых, случаи пыток
- тенденция к ограничению свободы СМИ
- незавершённость процесса отмены прописки
- стремление властей Краснодарского края выселить турок-месхетинцев — беженцев из Грузии
- проблемы с функционированием в России организаций «Свидетелей Иеговы» и «Армии спасения»
- продолжающееся военное присутствие в Молдавии
- нерешённость вопроса с дипломатической собственностью прибалтийских республик, а также с культурными ценностями, вывезенными в СССР после Второй мировой войны.

По итогам рассмотрения доклада решено продолжить мониторинг ситуации в России.

## 2003 год
В январе ПАСЕ приняла резолюцию об оценке перспектив политического решения конфликта в Чечне, в апреле — о состоянии прав человека в Чечне.
В феврале Комиссар СЕ по правам человека нанёс визит в РФ, в том числе в Чечню и Ингушетию, о котором в марте представил доклад.
В июле Европейский комитет по предотвращению пыток сделал публичное заявление согласно статье 10 ЕКПП по Чечне.
В октябре Европейский суд по правам человека принял решение в пользу заявителя по делу Сливенко против Латвии, в котором участвовала и Россия, впервые выступив как третья сторона в защиту своей гражданки.
В ноябре ПАСЕ приняла резолюцию о приговоре по делу Г. Пасько.

## 2004 год
В мае Конгресс СЕ принял резолюцию и рекомендацию по местной и региональной демократии в России.
В июле и сентябре Комиссар СЕ по правам человека нанёс визиты в Россию, по итогам которых в 2005 году представил доклад.
В октябре ПАСЕ приняла резолюцию по правам человека в Чечне.

### Новая делегация в ПАСЕ
После выборов в Государственную Думу была сформирована новая делегация России в ПАСЕ. Её возглавил Константин Косачёв.

### Решение ЕСПЧ по делу Илашку
В июле 2004 г. ЕСПЧ вынес решение по делу «Илашку и другие против Молдавии и России».
В 1992 году Илие Илашку и трое его соратников участвовали в войне в Приднестровье на стороне молдавских властей (со слов самого Илашку, он тогда командовал специальной группой «Бужор» Министерства Национальной Безопасности Республики Молдова, со слов председателя МНБ РМ — Илашку действовал самостоятельно и никогда не был сотрудником спец.служб Молдавии) и были осуждены приднестровским судом к длительным срокам заключения за убийства и совершение террористических актов. Согласно решению ЕСПЧ, ввиду того, что власти Приднестровья не признаны международным сообществом, его судебные органы не могут считаться беспристрастными и законными. Таким образом, в отношении Илашку было констатировано нарушение права на справедливое судебное разбирательство. Суд посчитал Молдавию и Россию ответственными за это нарушение (Молдавию — как государство, на чьей территории произошло нарушение, Россию — как государство, контролирующее, по мнению Суда, приднестровский режим) и обязал их выплатить заявителям рекордные компенсации (несколько сотен тысяч евро) и принять все меры к их немедленному освобождению.
Российские власти назвали это решение ЕСПЧ политическим, по их мнению, с юридической точки зрения приговор не выдерживает критики: Суд проигнорировал то, что нарушения имели место задолго до вступления ЕКПЧ в силу для России, что они совершены на иностранной территории и что сегодня Россия также не осуществляет юрисдикцию в Приднестровье. Ввиду этого Россия, выплатив компенсацию, считает, что выполнила решение ЕСПЧ и что освобождение двух остающихся в заключении членов «группы Илашку» — не в её компетенции.

## 2005 год
26 января ПАСЕ приняла резолюцию по делу ЮКОСа.

### Доклад и резолюция о выполнении Россией своих обязательств
В июне 2005 г. — впервые с апреля 2002 г. — ПАСЕ обсудила доклад о соблюдении Россией своих обязательств перед Советом Европы и приняла соответствующую резолюцию.
В докладе о соблюдении Россией своих обязательств перед Советом Европы, представленном Дэвидом Аткинсоном (Великобритания) и Рудольфом Биндигом (Германия), утверждается, что Россия пока не является «свободным и демократическим государством», поскольку в ней не обеспечены независимость судебной системы, самостоятельность СМИ, нет условий для проведения свободных и справедливых выборов.
Изменение порядка выборов губернаторов российских регионов в докладе расценивается как нарушение принципов федерализма. При этом становится непонятен статус Совета Федерации, который наполовину формируется губернаторами, назначаемыми президентом. Новый порядок выборов в Госдуму, по мнению докладчика, подрывает перспективы наличия в ней «какой-либо значимой и конкурентоспособной оппозиции» пропрезидентским партиям.
Из достижений России в области укрепления верховенства закона и демократии в докладе отмечается принятие нового уголовно-процессуального кодекса и Закона об альтернативной гражданской службе, подписание Конвенции о передаче осуждённых лиц, ратификация пограничного договора с Литвой и подписание договора о границах с Эстонией.
В резолюции Россия подвергнута критике за неисполнение обязательств, принятых при вступлении в организацию (в частности, вывод российских войск из Молдавии (ПМР) и Грузии и отмена смертной казни).
Резолюция ПАСЕ (носящая рекомендательный характер) также призывает Россию «в том, что касается компенсаций лицам, ранее депортированным из оккупированных прибалтийских государств, и их потомкам (..) решить данный вопрос в кратчайшие сроки» и «провести корректировку некоторых недавних политических, законодательных и административных реформ», которые, по мнению ПАСЕ, нарушают «нормальное функционирование плюралистической демократии, для которого необходимы проведение свободных и справедливых выборов, обеспечение соответствующих прав оппозиции, подотчетность исполнительной власти и независимость средств массовой информации».
В то же время Россию призвали «обуславливать любую политическую или финансовую помощь правительству Белоруссии соблюдением прав человека и гражданских свобод народа Белоруссии».
ПАСЕ призвала к скорейшему подписанию и ратификации пограничного договора с Латвией, быстрому разрешению вопросов, связанных с возвратом культурных ценностей и иного имущества, которого требует ряд государств-членов Совета Европы, упрощению порядка доступа к архивам, находящимся в России.
Глава российской делегации на сессии ПАСЕ, председатель комитета Госдумы по международным делам Константин Косачёв сказал, что «Выход из организации, которая занимается вопросами развития демократии, был бы поражением для России», но отметил, что Ассамблея поддержала ряд поправок, которые остаются для российской стороны «абсолютно неприемлемыми» и заявил: «Я считаю, наши взносы в Совет Европы являются излишними».

### Третий саммит Совета Европы
В мае 2005 г. министр иностранных дел России Сергей Лавров принял участие в Третьем саммите СЕ в Варшаве (из крупнейших стран лишь Германия, Турция, Украина и Польша были представлены на уровне глав государств или правительств).
На саммите была открыта к подписанию Конвенция о предупреждении терроризма, разработанная при ведущей роли России.

## 2006 год
Консультативный комитет по выполнению РКЗНМ сформулировал своё мнение по второму периодическому докладу России.
В феврале Комиссар СЕ по правам человека нанёс визит в Чечню, о котором в марте представил доклад.
Европейская комиссия по борьбе с расизмом и нетерпимостью в мае опубликовала третий периодический доклад по России, а в декабре сделала особое заявление по положению лиц грузинского происхождения в РФ.

### Резолюции об осуждении преступлений тоталитарных режимов (резолюция 1481)
С идеей осудить преступления тоталитарных режимов на международном уровне ещё в 2003 г. выступил в Совете Европы позднее ставший председателем ПАСЕ Рене ван дер Линден (Нидерланды).
В сентябре 2005 года Йоран Линдблад (Швеция) представил на политкомиссию ПАСЕ доработанный доклад «Необходимость осуждения международным сообществом преступлений коммунизма». По замыслу автора, соответствующая резолюция должна была восстановить историческую справедливость, осудив преступления коммунистических режимов, подобно тому, как в Нюрнберге были осуждены преступления фашизма.
Российские политики восприняли резолюцию как оскорбление в адрес России и попытку ревизии истории. Зарубежные коммунисты и социалисты также выражали своё негодование тем, что автор по сути стремился подвергнуть осуждению не преступления коммунистических режимов, а саму коммунистическую идеологию. В результате сложных дебатов доклад был частично изменён. В названии предлагаемой резолюции вместо «преступлений коммунизма» появилась формулировка «преступления тоталитарных коммунистических режимов».
Параллельно началась работа над докладами по осуждению режима Франко в Испании и об опасности возрождения идеологии нацизма (докладчик — Михаил Маргелов).
25 января Парламентская ассамблея Совета Европы (ПАСЕ) приняла резолюцию о «необходимости международного осуждения преступлений тоталитарных коммунистических режимов»
(резолюция 1481).
За резолюцию проголосовали 99 парламентариев, против — 42. Российская делегация в ПАСЕ (КПРФ, «Единая Россия» и «Родина»), несмотря на идеологические разногласия, объединилась в борьбе против принятия резолюции. Единственный член российской делегации, который поддержал резолюцию, — лидер ЛДПР Владимир Жириновский.
Резолюция по режиму Франко была принята Постоянной комиссией ПАСЕ 17 марта 2006 г., а резолюция по недопущению возрождения нацизма — 12 апреля 2006 г. Российские депутаты считают, что таким образом был достигнут баланс: осуждение преступлений коммунистических режимов сопровождалось подтверждением позиции ПАСЕ о недопустимости любых тоталитарных режимов.

### Оценка ПАСЕ положения в отдельных регионах России
25 января большинством голосов (117 против 24) была принята резолюция, указывающая на продолжающиеся нарушения прав человека в Чечне. К этой резолюции была добавлена поправка, в которой принятый незадолго до этого российский закон о неправительственных общественных организациях назван не соответствующим критериям Совета Европы. Автор резолюции — Рудольф Биндиг (Германия).
В мае 2006 г. Постоянным комитетом ПАСЕ принята рекомендация «Культурное разнообразие Северного Кавказа». В ней утверждается, что после распада СССР имело место ослабление или полное исчезновение культурных связей между республиками Северного Кавказа и что российские федеральные власти в своей политике в недостаточной степени учитывают многоэтничность этого региона.
В ноябре 2006 г. Постоянный комитет ПАСЕ принял рекомендацию «О положении финно-угорских и самодийских народов», в которой заявила, что «меры, к которым она призывала страны, где проживают уральские языковые меньшинства, в частности Российскую Федерацию, остались в основном нереализованными».

### Доклад о правах человека в Вооружённых силах
11 апреля 2006 г. в Парламентской ассамблее Совета Европы (ПАСЕ) обсуждался доклад «Соблюдение прав человека в армиях стран — членов Совета Европы». Ситуация в российской армии была названа в документе «внушающей особые опасения». В докладе было подчёркнуто, что «дедовщина» по-прежнему широко распространена, а власти неспособны даже оценить масштабы этой проблемы. В докладе также было указано на тяжелейшие условия, в которых проходят службу российские военные.

### Российское председательство в Комитете министров СЕ
С 19 мая по 15 ноября 2006 г. Россия выполняла функции председателя Комитета министров Совета Европы (председательство осуществляется странами по очереди в алфавитном порядке).
Девиз российского председательства: «К единой Европе — без разделительных линий». Как приоритеты председательства были названы:
- укрепление национальных средств защиты прав человека, развитие образования в правозащитной сфере, защита прав национальных меньшинств;
- формирование общего европейского правового пространства в интересах защиты личности от современных вызовов;
- улучшение условий доступа к социальным правам, защита уязвимых групп населения;
- совершенствование форм демократии и гражданского общества, внедрение эффективных методов управления;
- укрепление взаимопонимания и толерантности между людьми путём развития контактов;
- расширение сотрудничества в сфере культуры и образования, науки и спорта, поощрение молодёжных обменов.[54]

Этот набор приоритетов и программа председательства были обусловлены задачей показать потенциал СЕ как механизма сотрудничества по всему спектру общеевропейских проблем, а не только по правам человека, демократии и верховенству закона, как это предлагается странами ЕС. В рамках председательства проведены более двух десятков мероприятий в различных городах России и за рубежом, в том числе такие крупные, как конференции генеральных прокуроров, председателей конституционных судов, министров спорта европейских стран.
В выступлении в КМСЕ по итогам председательства заместитель Министра иностранных дел России Александр Грушко, в частности, сказал:

…Потенциал Организации пока востребован недостаточно. Нас беспокоят попытки ряда государств сузить сферу деятельности СЕ… Ошибочно считать, что свёртывание сотрудничества в деле борьбы с новыми вызовами, сферах социальной сплочённости, культуры, образования, молодёжных обменов поможет укреплению демократии и прав человека. Наоборот, очевидно, что эти ценности не могут существовать в вакууме, без улучшения качества жизни, прогресса в областях, связанных с повседневными заботами и нуждами людей. .. Многие проблемы … являются проблемами общеевропейского масштаба. Это та среда, в которой «функционируют» наши общие ценности. Без её улучшения, без коллективного поиска решения этих проблем будет происходить эрозия ценностей и, соответственно, ослабление значимости Совета Европы… Возврат к делению на старых и новых членов, появлению видимых и невидимых разъединительных линий губителен для будущего Организации.

Итогам председательства посвящён особый доклад.
В частности, за время председательства была принята резолюция ПАСЕ «Заинтересованность Европы в стабильном экономическом развитии России».

### Протокол № 14
В декабре 2006 г. Государственная дума проголосовала против ратификации Протокола № 14 к Европейской конвенции о правах человека. Россия осталась единственным государством-членом СЕ, не ратифицировавшим этот документ, в результате чего он не мог пока вступить в силу.
Четырнадцатый протокол нацелен на разгрузку Европейского суда по правам человека от чрезмерного количества жалоб путём, в частности, введения более простой процедуры отсеивания заведомо неприемлемых заявлений. Протокол предусматривает, что решения о признании жалобы неприемлемой могут приниматься одним судьёй, а не тремя.
В заключении Комитета Госдумы по законодательству это обстоятельство названо посягательством на право каждого на справедливое судебное разбирательство, в связи с чем Комитет рекомендовал Думе отклонить ратификацию Протокола.

## 2007 год
С 1 февраля Россия присоединилась к Группе государств против коррупции в рамках СЕ. В марте Европейский комитет по предотвращению пыток сделал публичное заявление согласно статье 10 ЕКПП по Чечне. В октябре ПАСЕ приняла резолюцию о сотрудничестве стран-участников СЕ с Европейским судом, где указала, что большинство случаев запугивания заявителей, обращающихся в ЕСПЧ, связано с Северным Кавказом. Наблюдатели ПАСЕ участвовали в мониторинге выборов Госдумы в конце года; по итогам мониторинга было сделано заявление (совместно с делегацией ПА ОБСЕ) и подготовлен доклад, назвавший выборы «в большой мере свободными в плане разнообразия выбора при голосовании, но определённо не справедливыми».

### Резолюция об угрозе использования энергетических поставок для политического давления
23 января 2007 г. на сессии ПАСЕ в Страсбурге была принята резолюция «Об угрозе использования поставок энергоресурсов в качестве инструмента политического давления». Автор резолюции — эстонский депутат Марко Михельсон, представляющий в ПАСЕ Народную партию Эстонии.
Россия подвергнута критике в резолюции за используемые ею методы решения энергетических споров с соседними странами, которые вызывают сомнение в отношении её надежности как поставщика энергоресурсов.
В этой связи в резолюции упоминаются «газовые конфликты» России с Украиной и Грузией в начале 2006 года, с Белоруссией в начале 2007 года. В выступлениях депутатов также упоминалось намерение Госдумы применить энергетические санкции в отношении Эстонии (январь 2007 г.).
Необходимость рассмотрения вопроса об энергетической безопасности вызвана растущей зависимостью энергетики Европы от ископаемого топлива, в основном нефти и газа, которая, как ожидается, к 2030 году составит 60 %. Уже в 2006 году страны Евросоюза получали 27 % импортируемой нефти из России. Россия поставляет и 25 % потребляемого в ЕС газа. По историческим причинам, особенно велика зависимость от российских энергоресурсов в странах Восточной и Центральной Европы. Именно поэтому в резолюции была подчёркнута «необходимость стабильных и приемлемых экономических отношений в энергетическом секторе между основными европейскими энергоэкспортёрами, Российской Федерацией и остальными европейскими странами, зависящими от импорта российских энергоносителей».
ПАСЕ высказалась за создание общеевропейского аналитического центра для осуществления диалога об энергобезопасности в Европе. Она также призвала к ратификации Россией Энергетической хартии и подписанию транзитного протокола.

### Доклад об угрозе жизни и свободе выражения мнения журналистов
25 января в Страсбурге был заслушан доклад «Угрозы жизни и свободе выражения мнения журналистов» (автор — британский депутат Эндрю Макинтош). В докладе была высказана озабоченность ПАСЕ «многочисленными нападениями и угрозами жизни и свободе слова журналистов в Европе» в 2006 г. и в январе 2007 г., при этом отдельно были упомянуты убийства армянского журналиста Гранта Динка в Турции и Анны Политковской в России. Один из пунктов принятой ПАСЕ резолюции призвал национальные парламенты «внимательно отслеживать ход таких уголовных расследований и спрашивать с властей за любые упущения при проведении расследований и судебного преследования, например, российскому парламенту следует отслеживать расследование убийства Анны Политковской».

### Новые представители России в Совете Европы
В январе 2007 года новым постоянным представителем России при СЕ назначен бывший заместитель министра иностранных дел Александр Алексеев.
Новым уполномоченным России при Страсбургском суде стала Вероника Милинчук.

## 2008 год

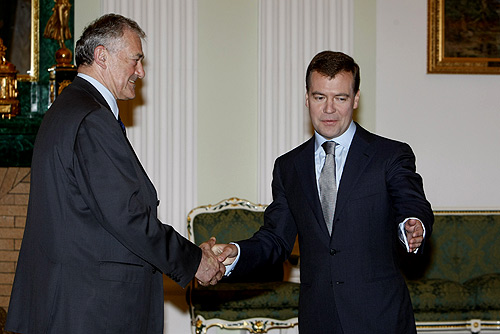
Дмитрий Медведев с Генеральным секретарём Совета Европы Терри Дэвисом

После выборов в Государственную думу была сформирована новая делегация России в ПАСЕ. В августе 2008 года новым уполномоченным России при Страсбургском суде стал Георгий Матюшкин.
Группа делегатов ПАСЕ предлагала лишить Россию права голоса в связи с войной в Грузии, но бюро Ассамблеи отвергло это предложение. В своей резолюции ПАСЕ назвала непропорциональным и противоправным применение силы как Грузией, так и Россией. Ассамблея осудила развязывание войны между двумя государствами-членами Организации и признание Россией независимости Южной Осетии и Абхазии. В декабре Группа государств против коррупции приняла первый доклад по России.

## 2009 год
Запущена совместная программа СЕ и РФ «Меньшинства в России». Ратифицирована Пересмотренная Европейская социальная хартия.
В январе ПАСЕ в своей резолюции (о воплощении в жизнь прошлогодней резолюции по последствиям грузинско-российской войны) осудила строительство Россией новых военных баз в Абхазии и Южной Осетии, а также непривлечение к ответственности виновных в этнических чистках в Южной Осетии
Осенью представители делегации Грузии в ПАСЕ вновь пытались добиться лишения российской делегации права голоса, но большинство Ассамблеи их не поддержало. В своей резолюции «Грузино-российская война: год спустя» ПАСЕ выразила мнение, что Россия не выполнила большинства более ранних её требований. Также Ассамблея приняла резолюцию «O политически мотивированных злоупотреблениях в системе уголовного правосудия государств-членов Совета Европы», в которой (наряду с Соединённым Королевством, Францией и
Германией) выделена Россия, указан ряд достоинств и недостатков в её системе правосудия и высказан ряд призывов к РФ.
В сентябре Комиссар СЕ по правам человека нанёс визит в Россию, в том числе в Чечню и Ингушетию, о котором в ноябре представил доклад.

## 2010 год
Ратифицирован 14-й протокол к ЕКПЧ. Венецианская комиссия дала оценку изменениям в законе «Об обороне».
В мае Большая палата ЕСПЧ приняла постановление по делу ветерана Великой Отечественной войны В. М. Кононова против Латвии, в котором Россия участвовала как третья сторона на стороне Кононова. Большая палата, в отличие от предшествующего постановления палаты ЕСПЧ, не усмотрела нарушений в осуждении Кононова в Латвии за уничтожение партизанами под его руководством в 1944 году предполагаемых коллаборационистов, которое латвийский суд расценил как военное преступление. Президент России, Госдума, МИД и Минюст выступили с критическими заявлениями по поводу постановления Большой палаты.
В июне ПАСЕ на основании доклада Д. Марти приняла резолюцию о защите прав человека на Северном Кавказе.

## 2011 год
В январе ПАСЕ в своей резолюцию упомянула Россию как одну из 9 стран, промедление с исполнением решений ЕСПЧ в которых вызывает особое беспокойство, и дала РФ ряд рекомендаций.
В мае Генеральный секретарь СЕ Т. Ягланд принял участие в Санкт-Петербургском юридическом форуме. В своем выступлении он призвал Россию принять меры к тому, чтобы высшие национальные судебные инстанции стали дополнительными фильтрами, прохождение которых было бы необходимо для подачи жалобы в Европейский суд по правам человека.
В июне Т. Ягланд выразил сильное беспокойство по поводу российского законопроекта о возможности блокирования решений Европейского суда по правам человека Конституционным Судом Российской Федерации.
С завершением года завершается и совместная программа РФ — СЕ «Меньшинства в России».

## 2012 год
В январе 2012 года Европейский суд по правам человека принял пилотное постановление по жалобам из России на бесчеловечные условия содержания в КПЗ, призвав российские власти разработать эффективную систему компенсаций. К другим значимым постановлениям Суда в делах против России за год относятся дела о выборах Госдумы 2003 года, молдавских школах в Приднестровье, расследовании по Катыни, дела Пичугина и Котова Венецианская комиссия высказала мнения о законах о борьбе с экстремизмом, о ФСБ, о митингах, о выборах Госдумы и о политических партиях. ПАСЕ опубликовала доклад по выборам в Госдуму РФ 2011 года и приняла резолюцию о выполнении Россией своих обязательств. В марте Группа государств против коррупции приняла два доклада по России в рамках третьего раунда оценки. Комиссар СЕ по правам человека посетил Россию. Новым судьёй ЕСПЧ от РФ стал Дмитрий Дедов.

## 2013 год
Венецианская комиссия высказала мнение о поправках 2012 года к закону о митингах, а также о запретах и проектах запретов «пропаганды гомосексуализма» в России, на Украине и в Молдавии. Комиссар по правам человека опубликовал анализ российского законодательства о некоммерческих организациях. ПАСЕ призвала российский парламент пересмотреть законы о криминализации клеветы, интернете, собраниях, «иностранных агентах», пропаганде гомосексуальности среди несовершеннолетних. ЕКРН приняла четвёртый доклад по России.

## 2014 год
Венецианская комиссия в марте высказала мнение о проекте поправок об изменении порядка вступления новых субъектов в Российскую Федерацию. Однако данный законопроект был отозван до обсуждения его Госдумой. В июне комиссия высказала мнение об изменениях к российским закону о некоммерческих организациях (о статусе «иностранного агента») и уголовному кодексу (об измене).
9 апреля Парламентская ассамблея Совета Европы (ПАСЕ) приняла резолюцию, признающую легитимность новых киевских властей и выражающую им полную поддержку. В резолюции заявляется, что «Рада выполнила договорённости от 21 февраля» с Виктором Януковичем. Правительство Януковича подверглось осуждению за «привлечение снайперов и применение огнестрельного оружия против протестующих» — тем самым, не дожидаясь выводов расследования, на Януковича возложили ответственность за снайперов на Майдане. Все предложения по существу резолюции, поддержанные российскими депутатами, были отклонены. Признав, что недавние события на Украине углубили раскол между востоком и западом страны, ПАСЕ тем не менее высказалась против «обсуждения федерализации Украины при внешнем давлении» и рекомендовала украинским властям разработать «стратегию укрепления роли местных и региональных властей и децентрализации управления, основанную на принципах сильного унитарного государства». Ассамблея отказалась признать захват власти в Киеве «правыми радикалами» и существование на Украине «прямой угрозы правам меньшинств».
10 апреля ПАСЕ приняла резолюцию с осуждением аннексии Крыма Россией, охарактеризованного документом как аннексия данной территории. За принятие резолюции проголосовали 154 делегата ПАСЕ, против — 26, в том числе представители России, Сербии и Армении, а 14 — воздержались.
Согласно резолюции, ПАСЕ «решительно осуждает российскую военную агрессию и дальнейшую аннексию Крыма», являющиеся, по мнению ПАСЕ, явным нарушением норм международного права, в том числе положений Устава ООН, Хельсинкского акта ОБСЕ и основных принципов Совета Европы. В документе также заявлено, что референдум, организованный в Крыму 16 марта 2014 года, не является законным, а явка и результаты не представляются правдоподобными.
Также, в связи с данными событиями, было принято решение лишить российскую делегацию права голоса, запретить россиянам занимать руководящие должности в ПАСЕ и участвовать в миссиях наблюдателей ПАСЕ до конца года. За данное решение проголосовало 145 делегатов, 21 — выступили против, 22 — воздержались.
В июле Европейский суд по правам человека вынес постановление по делу «Грузия против России (№ 1)» о депортациях грузин из России в 2006—2007 гг., по ряду статей Европейской конвенции усмотрев в действиях России нарушения, по другим — отсутствие нарушений. Решение вопроса о выплате компенсации было отложено. Также в июле было вынесено постановление ЕСПЧ по делу ЮКОСа, в котором суд присудил самую большую в своей истории компенсацию — 1,866 млрд евро.

## 2015 год
28 января 2015 года ПАСЕ подтвердила полномочия российской делегации, но приостановила её право голоса до апреля. В ответ российская делегация приостановила деятельность в ПАСЕ до конца года. Замминистра иностранных дел РФ А. Мешков счёл «неполитизированным и компетентным» заключение СЕ, когда в ноябре Международная консультативная группа раскритиковала проведенное украинскими властями расследование трагедии 2 мая 2014 года в Одессе. В декабре комитет ПАСЕ по юридическим вопросам и правам человека запросил мнение Венецианской комиссии о российском законопроекте, дающем Конституционному суду полномочия решать вопрос о выполнении постановлений международных органов по защите прав человека.

## 2016 год
В январе руководство Федерального собрания России сообщило, что не считает возможным обратиться к ПАСЕ для утверждения полномочий российской делегации на январской сессии. Руководитель Ассамблеи Анн Брассёр прокомментировала сообщение, указав, что российская делегация до думских выборов не сможет участвовать в работе ПАСЕ. В марте Венецианская комиссия приняла промежуточный вариант мнения об изменениях 2015 года в российском законе о Конституционном суде. В июне она приняла окончательную версию этого мнения, с учётом апрельского постановления КС, и мнение о российском законе о нежелательных организациях. В октябре президент ПАСЕ Аграмунт заявил, что «Ситуация, когда Россия отсутствует на Ассамблее, никому не на пользу»; российский сенатор Пушков ответил, что «Наше условие известно: равноправное участие, никаких санкций к нашей делегации». Комиссар СЕ по правам человека отменил свой намечавшийся визит в РФ, ссылаясь на неприемлемость условий, предложенных российскими властями; по словам источника «ДПА» в СЕ, это первый такой случай; МИД РФ выразил удивление и готовность продолжать консультации «с Комиссаром о его возможном посещении нашей страны в будущем, в случае если он будет придерживаться деполитизированного и беспристрастного подхода». ПАСЕ приняла резолюции, в которых возложила на РФ ответственность за защиту населения территорий под контролем самопровозглашённых ДНР и ЛНР, а также сочла нелегитимными выборы российской Госдумы на территории Крыма, а комитет ассамблеи по мониторингу принял обзор функционирования в России демократических институтов.

## 2017 год
В январе стало известно, что российская делегация не будет обращаться в Парламентскую ассамблею СЕ за подтверждением своих полномочий в 2017 году, а генеральный секретарь СЕ выразил глубокую озабоченность законопроектом об отмене уголовной ответственности за побои в семье. В апреле ПАСЕ приняла резолюцию по правам человека на Северном Кавказе, в октябре Группа государств против коррупции приняла очередной доклад по России. Комитет по предотвращению пыток совершил визит в Чечню.

## 2018 год
Комитет по предотвращению пыток совершил визит в Россию. Приняты (опубликованы в 2019 году) заключение по России Консультативного комитета Рамочной конвенции о защите нацменьшинств и доклад по России ЕКРН.
На рассмотрении ЕСПЧ находится межгосударственная жалоба, поданная Грузией против России и три жалобы, поданные Украиной против России.

## 2019 год
Комитет по предупреждению пыток сделал публичное заявление по Северному Кавказу.
На апрельской сессии ПАСЕ приняла резолюцию, в которой призвала российскую сторону сформировать свою делегацию, а также заплатить взнос в бюджет Совета Европы. ПАСЕ призвала «к активному диалогу между всеми заинтересованными сторонами, с тем чтобы сохранить общеевропейскую миссию Совета Европы и избежать ситуации, в которой крупнейшее государство-член будет вынуждено решить покинуть организацию со всеми геополитическими последствиями». В июне российская делегация вернулась в ПАСЕ. Осенью Конгресс местных и региональных властей Европы принял доклад о демократии в России на местном и региональном уровнях.

## 2020 год
29 января в результате голосования в ПАСЕ полномочия российской делегации были подтверждены в полном объёме. 28 января глава делегации России, вице-спикер Госдумы Пётр Толстой был избран вице-спикером ПАСЕ.
ПАСЕ в январе запросила мнение Венецианской комиссии к одной из поправок, предложенных к Конституции РФ — о требовании конституционности для выполнимости норм международного права, а в мае — и обо всём (изменившемся к тому времени) пакете поправок.

## 2021 год
В июне комитет министров Совета Европы обнародовал промежуточную резолюцию о выполнении Россией постановления Европейского суда по правам человека по «делу Ив Роше». В ней он потребовал российское государство немедленно освободить Навального, отменить приговор ему и его брату и возместить выплаченные братьями штраф и убытки.

У здания Совета Европы в Страсбурге спустили российский флаг 16 марта 2022 года

## 2022 год
25 февраля Совет Европы приостановил членство России в организации из-за вторжения России на Украину.
10 марта МИД России сделал заявление, которое расценивалось как заявление о готовящемся выходе страны из Совета Европы, однако не имело прямого указания на прекращение членства в Совете Европы. В этом заявлении говорилось:
«Ход событий становится необратимым. <...> Россия не будет участвовать в превращении натовцами и послушно следующим за ними ЕС старейшей европейской организации [Совета Европы] в очередную площадку для заклинаний о западном превосходстве и самолюбования. Пусть наслаждаются общением друг с другом, без России.»Заявление МИД России о ситуации в Совете Европы, 
Как заявил сенатор Российской Федерации Константин Косачёв, выход России из Совета Европы предполагает одновременную денонсацию устава СЕ и Европейской конвенции по правам человека. Выход из Совета Европы и денонсация конвенции означают, что российские граждане не смогут обращаться в Европейский суд по правам человека. Согласно статье 7 устава Совета Европы, прекращение членства наступает в конце финансового года, если уведомление сделано в течение первых девяти месяцев года, то есть ближайший по состоянию на 10 марта 2022 года срок для прекращения членства России в СЕ — 1 января 2023 года.
15 марта Россия начала процесс выхода из Совета Европы. В тот же день ПАСЕ приняла резолюцию, рекомендующую Комитету министров СЕ исключить Россию из СЕ из-за агрессии против Украины. Россия своей заявкой решила опередить Комитет министров Совета Европы, однако уже 16 марта Комитет министров СЕ принял решение о немедленном исключении России из Совета Европы.
В октябре ПАСЕ приняла резолюцию, в которой призывала европейские страны признать режим правления Российской Федерации «террористическим».

## 2023 год
17 января президент России Владимир Путин внёс в Госдуму РФ законопроект, в котором сообщалось о прекращении действия международных договоров между РФ и Советом Европы из-за прекращения членства Российской Федерации в Совете Европы. Среди договоров, считающихся с 16 марта 2022 года прекратившими действие в отношении Российской Федерации:
- Устав Совета Европы от 5 мая 1949 года;
- Конвенция о защите прав человека и основных свобод от 4 ноября 1950 года и протоколы к ней;
- Европейская конвенция о пресечении терроризма от 27 января 1977 года;
- Европейская хартия местного самоуправления от 15 октября 1985 года;
- Европейская социальная хартия от 3 мая 1996 года;
- Генеральное соглашение о привилегиях и иммунитетах Совета Европы от 2 сентября 1949 года.

В пояснительной записке к законопроекту указано, что 15 марта 2022 года РФ официально уведомила о своём намерении выйти из Совета Европы и денонсировать Конвенцию о защите прав человека и основных свобод из-за того, что 25 февраля 2022 года Комитет министров Совета Европы принял резолюцию о приостановке участия Российской Федерации в уставных органах Совета Европы. Сумма российских взносов в СЕ за 2022 год должна была составить около 33,7 млн евро. Денонсация была оформлена Федеральным законом от 28 февраля 2023 года №43.

## В филателии

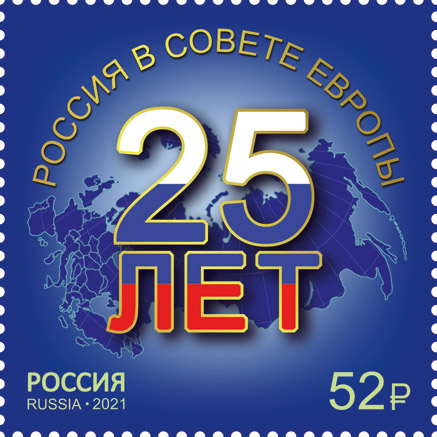
Марка Почты России, 2021 год

В 2021 году Почтой России была выпущена марка, посвященная 25-летию вступлению России в Совет Европы.